# Margaret Sanger
Margaret Higgins Sanger (născută Margaret Louise Higgins; n. 14 septembrie 1879, Corning⁠(d), New York, SUA – d. 6 septembrie 1966, Tucson, Arizona, SUA) a fost o asistentă medicală, scriitoare și profesoară de educație sexuală de origine americană.
A militat pentru drepturile femeilor la contracepție (în engleză birth control), popularizând termenul și înființând organizații care au evoluat în Federația americană de planificare familială.
Sanger și-a folosit scrierile și discursurile pentru a-și promova modul de gândire. În 1914, a fost urmărită penal pentru cartea sa, Family Limitation (Limitarea familiei) sub temeiul Legilor Comstock. Temându-se de consecințele legale ale scrierilor sale, a fugit în Marea Britanie până când opinia publică s-a liniștit. Eforturile lui Sanger au contribuit la mai multe cazuri judiciare care au ajutat la legalizarea contracepției în Statele Unite.
În 1916, Sanger a deschis prima clinică de planificare familială din Statele Unite, ceea ce a dus la arestarea sa pentru distribuirea de informații despre contracepție, după ce o polițistă sub acoperire a cumpărat un exemplar al broșurii sale. Procesul și apelul ulterior au generat controverse. Sanger a considerat că, pentru ca femeile să aibă o poziție egală în societate și să ducă o viață mai sănătoasă, ele trebuie să poată decide când să aibă copii. Ea dorea, de asemenea, să prevină avorturile improvizate, frecvente la acea vreme, deoarece avorturile erau ilegale în Statele Unite.
A murit în 1966 și este pe larg considerată fondatoarea mișcării moderne de combatere a sarcinilor nedorite. Revista Time a inclus-o în lista  celor mai importante persoane ale secolului XX.

## Biografie

### Tinerețea
Sanger s-a născut Margaret Louise Higgins în 1879 în Corning, New York, din părinți irlandezi catolici - un tată „gânditor liber”, Michael Hennessey Higgins, și Anne Purcell Higgins. Michael a emigrat în Statele Unite la vârsta de 14 ani, înrolându-se în armată (Războiul Civil) ca toboșar la 15 ani. După ce a părăsit armata, a studiat medicina și frenologia, dar în cele din urmă a devenit cioplitor în piatră, realizând îngeri, sfinți și pietre de mormânt. Michael a devenit ateu și un activist pentru votul femeilor, și pentru educația publică gratuită.
Anne și-a însoțit familia în Canada, în timpul Marii Foamete. S-a căsătorit cu Michael în 1869. În 22 de ani, Anne Higgins a conceput de 18 ori, născând 11 copii vii, înainte de a muri la vârsta de 49 de ani. Sanger a fost al șaselea din cei 11 copii supraviețuitori, petrecându-și primii ani într-o gospodărie plină de viață.
Susținută de cele două surori mai mari, Margaret Higgins a urmat cursurile Claverack College și Hudson River Institute, înainte de a se înscrie în 1900 la White Plains Hospital, ca asistentă medicală stagiară. În 1902, s-a căsătorit cu arhitectul William Sanger, renunțând la studiile sale. Suferind de tuberculoză, Margaret Sanger a reușit să nască trei copii, iar cei cinci s-au stabilit în Westchester, New York.

### Cariera și activismul
Margaret Sanger a lucrat ca asistentă medicală în mahalalele din East Side, în timp ce soțul ei lucra ca arhitect și zugrav de case. Cuplul a devenit activ în politica socialistă locală. Ea s-a alăturat Comitetului de Femei al Partidului Socialist din New York, a luat parte la acțiunile muncitorești ale Industrial Workers of the World (inclusiv la notabila grevă din 1912, din Lawrence, și la greva din 1913, din Paterson) și s-a înfrățit cu intelectuali locali, artiști de stânga, socialiști și activiști sociali, printre care John Reed, Upton Sinclair, Mabel Dodge și Emma Goldman.
Interesele politice ale lui Sanger, feminismul ei emergent și experiența ei de asistentă medicală au determinat-o să scrie două serii de rubrici despre educația sexuală, care au fost intitulate What Every Mother Should Know (1911-12) și What Every Girl Should Know (1912-13), pentru revista New York Call. După standardele vremii, articolele lui Sanger erau extrem de sincere în discuțiile lor despre sexualitate, iar mulți cititori ai revistei au fost indignați. Alți cititori, însă, au lăudat seria pentru candoarea sa. Unul dintre ei a declarat că seria conținea „o moralitate mai pură decât biblioteci întregi pline de cântări ipocrite despre modestie”. Ambele au fost publicate sub formă de carte în 1916.

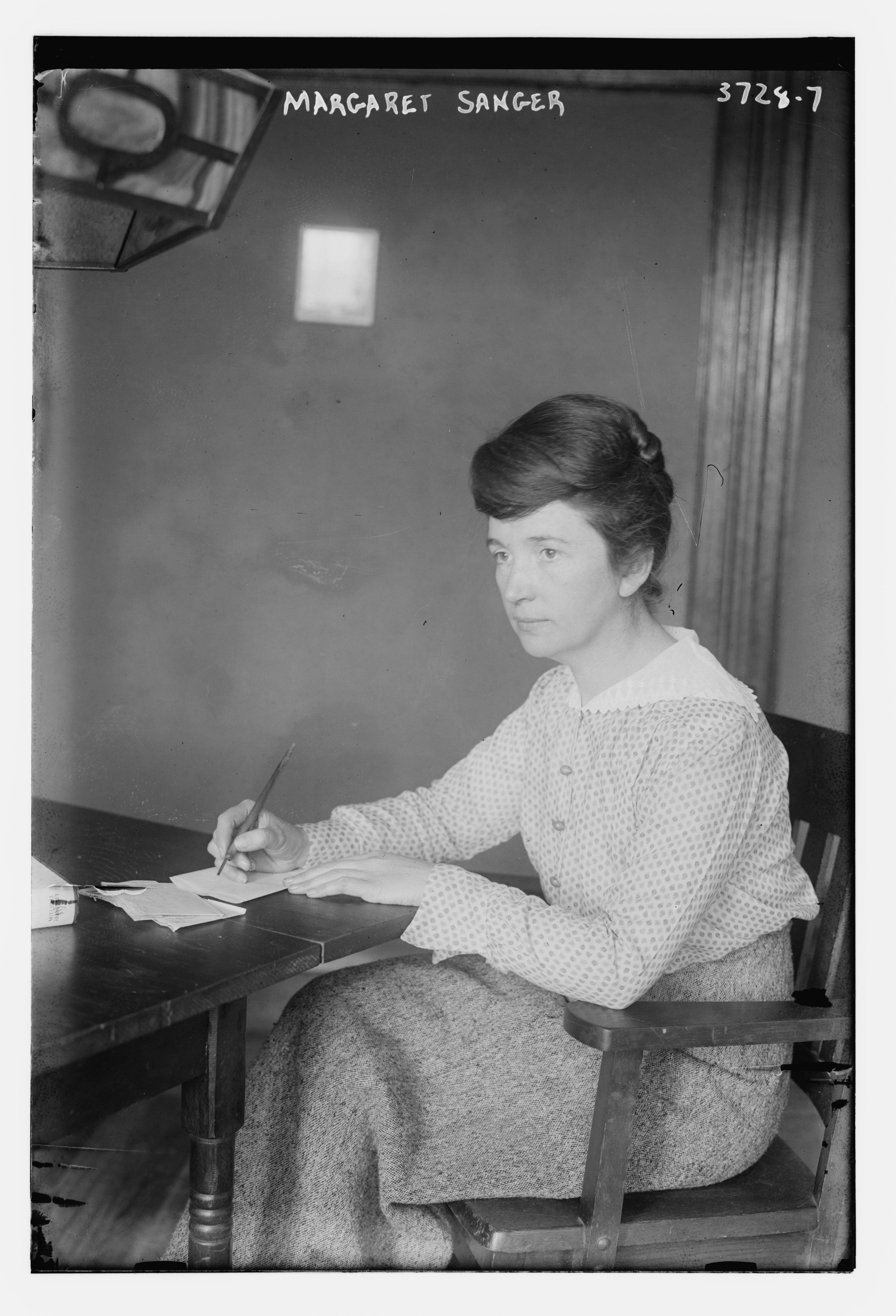
Margaret Sanger în 1916

Având în vedere legătura dintre contracepție și emanciparea clasei muncitoare, Sanger a ajuns să creadă că numai prin eliberarea femeilor de riscul unei sarcini nedorite ar putea avea loc o schimbare socială fundamentală. Ea a lansat o campanie de contestare a cenzurii guvernamentale privind informațiile contraceptive prin acțiuni de confruntare.
Sanger s-a despărțit de soțul ei în 1913, iar divorțul cuplului a fost finalizat în 1921. În 1922, s-a căsătorit cu cel de-al doilea soț, James Noah H. Slee.
În 1914, Sanger a lansat The Woman Rebel, o publicație lunară de opt pagini care promova contracepția folosind sloganul „Fără zei, fără stăpâni”. Sanger, colaborând cu prieteni anarhiști, a popularizat termenul „control al nașterilor” ca o alternativă mai candidă la eufemisme precum „limitarea familiei”; termenul „control al nașterilor” a fost sugerat în 1914 de un tânăr prieten, pe nume Otto Bobstei. Sanger a proclamat că fiecare femeie ar trebui să fie „stăpâna absolută a propriului corp”. În acești primii ani de activism ai lui Sanger, ea a considerat controlul nașterilor ca fiind o problemă de libertate de exprimare, iar atunci când a început să publice The Woman Rebel, unul dintre obiectivele sale a fost să provoace o contestație legală a legilor federale anti-obscuritate care interziceau diseminarea informațiilor despre contracepție. În august 1914, Margaret Sanger a fost pusă sub acuzare pentru încălcarea legilor poștale privind obscenitatea, din cauza lucrării The Woman Rebel. În loc să fie judecată, ea a fugit din țară.
Margaret Sanger și-a petrecut o mare parte din exil în Anglia, unde contactul cu neo-malthusieni britanici precum Charles Vickery Drysdale a ajutat-o să își rafineze justificările socio-economice pentru controlul nașterilor. Ea era de aceeași părere cu ei: suprapopularea ducea la sărăcie, foamete și război. Suprapopularea va rămâne o preocupare de-a ei pentru tot restul vieții.
Al doilea soț al lui Margaret, Noah Slee, a oferit și el ajutor pentru munca ei de o viață. În 1928, Slee ar fi introdus ilegal diafragme în New York prin Canada: 255 în cutii etichetate ca 3-In-One Oil. Mai târziu, el a devenit primul producător legal de diafragme din Statele Unite.
La 16 octombrie 1916, Sanger a deschis o clinică de planificare familială și control al nașterilor pe strada Amboy nr. 46, în cartierul Brownsville din Brooklyn, prima de acest fel din Statele Unite. La nouă zile după deschiderea clinicii, Sanger a fost arestată. Cauțiunea lui Sanger a fost stabilită la 500 de dolari, și s-a putut întoarce acasă. Sanger a continuat să se întâlnească cu unele femei în clinică până când poliția a venit a doua oară. De data aceasta, Sanger și sora ei, Ethel Byrne, au fost arestate pentru că au încălcat o lege a statului New York care interzicea distribuirea de contraceptive. De asemenea, Sanger a fost acuzată că a tulburat liniștea publică. Sanger și Byrne au fost judecate în ianuarie 1917. Byrne a fost declarată vinovată și condamnată la 30 de zile într-un ospiciu, dar a intrat în greva foamei. A fost hrănită cu forța, fiind prima femeie grevistă a foamei din SUA care a fost tratată astfel.
În februarie 1917, Sanger a început să publice revista lunară Birth Control Review.
În anii 1920, a scris mai multe cărți care au avut un impact la nivel național în promovarea cauzei controlului nașterilor. Între 1920 și 1926, s-au vândut 567.000 de exemplare din Woman and the New Race și The Pivot of Civilization. A scris, de asemenea, două autobiografii menite să promoveze cauza. Prima, My Fight for Birth Control, a fost publicată în 1931, iar cea de-a doua, o versiune mai promoțională, Margaret Sanger: An Autobiography, a fost publicată în 1938.
Femeia săracă este învățată cum să aibă al șaptelea copil, când ceea ce vrea ea să știe este cum să evite să-l aducă pe lume pe al optulea.
– Margaret Sanger
Pe parcursul anilor 1920, Sanger a primit sute de mii de scrisori, multe dintre ele scrise cu disperare de femei care implorau să primească informații despre cum să prevină sarcinile nedorite. 500 dintre aceste scrisori au fost adunate în cartea sa din 1928, Motherhood in Bondage.
În 1929, Sanger a format National Committee on Federal Legislation for Birth Control, urmărind să facă lobby pentru o legislație care să anuleze restricțiile privind contracepția. Acest efort nu a avut succes, așa că Sanger a comandat o diafragmă din Japonia în 1932, pentru a provoca o bătălie decisivă în instanțe. Diafragma a fost confiscată de guvernul Statelor Unite, iar contestația juridică ulterioară a lui Sanger a dus la o decizie judecătorească în 1936, care a anulat o prevedere importantă a legilor Comstock, ce interzicea medicilor să obțină contraceptive. Această victorie în instanță a motivat Asociația Medicală Americană în 1937 să adopte contracepția ca serviciu medical normal și ca o componentă cheie a programelor școlare de medicină.
Anul 1936 a reprezentat punctul culminant al eforturilor lui Sanger în domeniul controlului nașterilor, iar ea a profitat de această ocazie, ajunsă la vârsta de 50 de ani, pentru a se muta în Tucson, Arizona, cu intenția de a juca un rol mai puțin critic în fenomenul revoluționar. În ciuda intențiilor sale inițiale, ea a rămas activă în mișcare până în anii 1950.

### Moartea
Sanger a murit de insuficiență cardiacă în 1966 în Tucson, Arizona, la vârsta de 86 de ani, la aproximativ un an după decizia istorică a Curții Supreme a SUA în cauza Griswold vs. Connecticut, care a legalizat controlul nașterilor în Statele Unite. Sanger este înmormântată în Fishkill, New York, alături de sora ei, Nan Higgins, și de cel de-al doilea soț al ei, Noah Slee.

## Opinii și moșternire

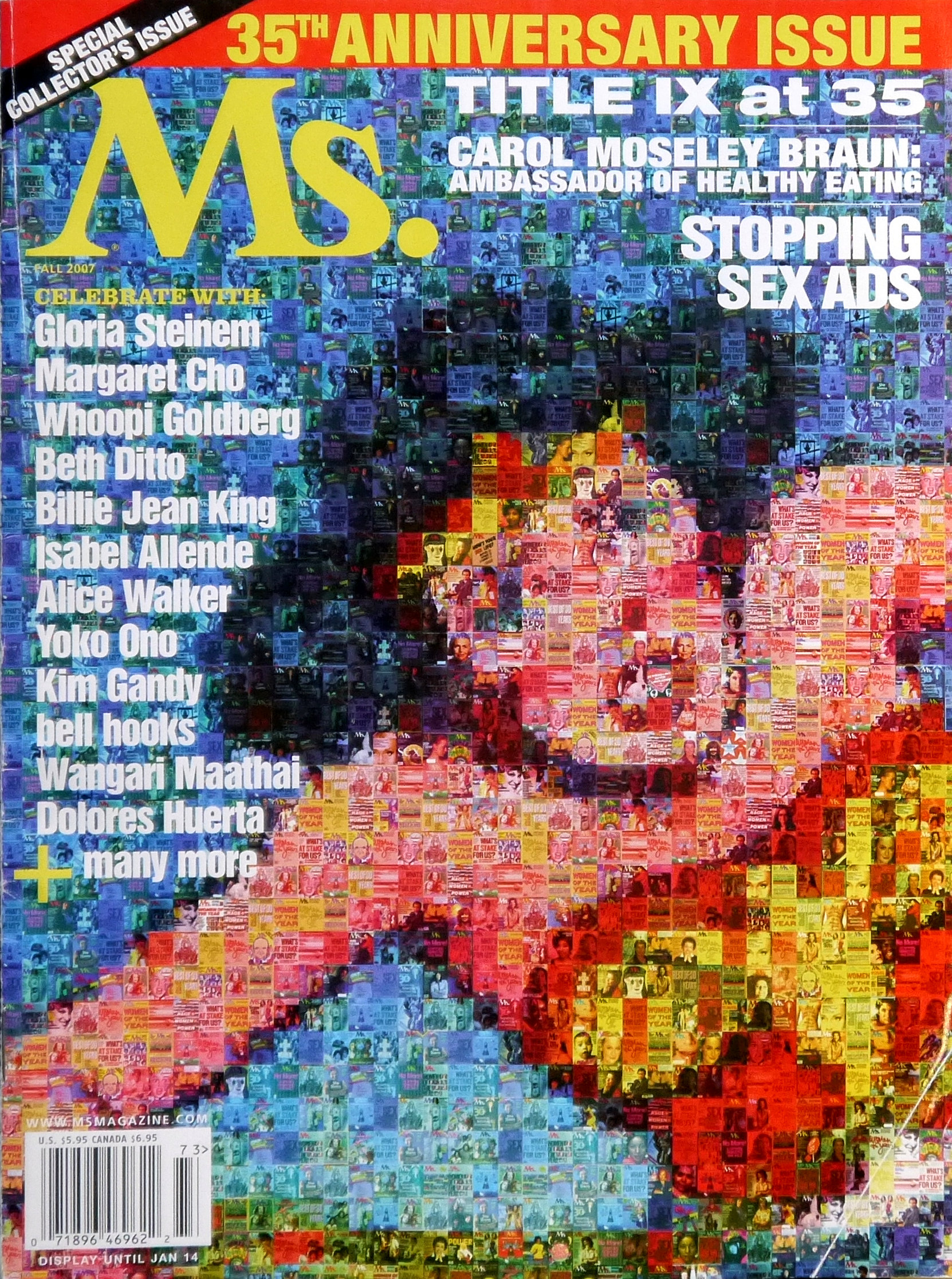
Creatorul Femeii Fantastice (Wonder Woman), William Moulton Marston, era soțul nepoatei lui Sanger. Margaret a reprezentat o inspirație pentru supereroină.

Sanger a fost o sursă de inspirație pentru Wonder Woman, personajul de benzi desenate introdus de William Marston în 1941. Marston a fost influențat de gândirea feministă timpurie în timpul facultății, iar mai târziu a avut o relație romantică cu nepoata lui Sanger, Olive Byrne. Potrivit lui Jill Lepore, mai multe povești din Wonder Woman au fost inspirate parțial de Sanger, cum ar fi implicarea personajului în diferite greve și proteste muncitorești. 
Între 1953 și 1963, Sanger a fost nominalizată de 31 de ori la Premiul Nobel pentru Pace. În 1957, Asociația Umanistă Americană a numit-o Umanistul Anului.

#### Sexualitate
În timp ce căuta informații despre contracepție, Sanger a citit tratate despre sexualitate, printre care Psihologia sexului de Havelock Ellis, și a fost profund influențată de acesta. În timp ce călătorea în Europa în 1914, Sanger l-a întâlnit pe Ellis. Scriitoarea a adoptat viziunea acestuia despre sexualitate ca fiind o forță eliberatoare. Această viziune a oferit un alt argument în favoarea contracepției, deoarece le-ar permite femeilor să se bucure pe deplin de relațiile sexuale fără teama de o sarcină nedorită.
Sanger credea că sexualitatea ar trebui să fie o temă discutată cu mai multă candoare, și l-a lăudat pe Ellis pentru eforturile sale în această direcție. De asemenea, ea a acuzat creștinismul pentru suprimarea unor astfel de discuții.

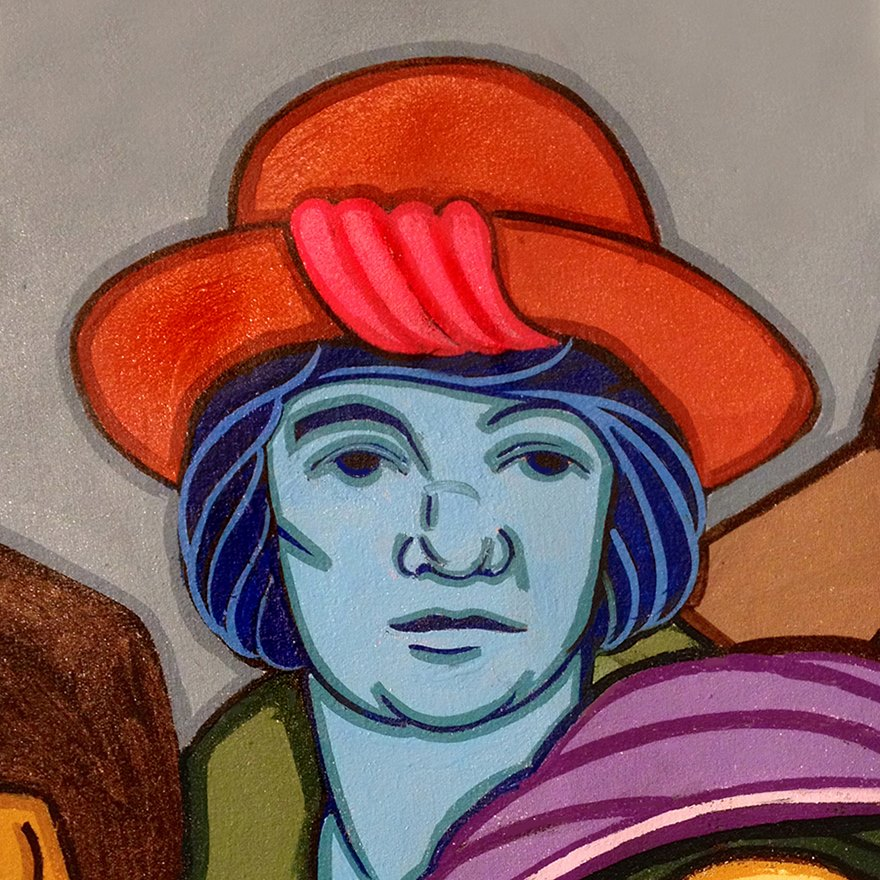
Chipul lui Margaret Sanger.
Lucrare omagială de Mike Alewitz</br>

#### Liberatea de exprimare
Sanger s-a opus cenzurii pe tot parcursul carierei sale. Sanger a crescut într-un mediu familial în care era admirat oratorul Robert Ingersoll. În primii ani ai activismului său, Sanger a considerat contracepția mai mult o problemă de libertate de exprimare decât o problemă legată de feminism. Când a publicat The Woman Rebel, în 1914, a făcut-o cu scopul de a provoca o contestare legală a legilor Comstock care interziceau difuzarea de informații despre contracepție. La New York, Emma Goldman i-a făcut cunoștință lui Sanger cu membri ai Ligii pentru Libertatea de Exprimare, precum Edward Bliss Foote și Theodore Schroeder, iar ulterior liga i-a oferit finanțare și consiliere pentru a o ajuta pe Sanger în bătăliile juridice.
De-a lungul carierei sale, Sanger a fost arestată de cel puțin opt ori pentru că și-a exprimat opiniile într-o epocă în care a vorbi în public despre contracepție era ilegal.

#### Eugenism
După Primul Război Mondial, Sanger a apelat din ce în ce mai mult la nevoia societății de a limita nașterile celor care nu își puteau permite să aibă copii. Cei înstăriți și educați își limitau deja procrearea, în timp ce cei săraci și needucați nu aveau acces la contracepție și la informații despre controlul fertilității. În acest context a găsit o zonă de suprapunere cu eugeniștii. Ambii căutau să „ajute rasa în vederea eliminării celor inapți”. 
În „The Morality of Birth Control”, un discurs din 1921, ea a împărțit societatea în trei grupuri: clasa „educată și informată”, care își stabilea mărimea familiilor, clasa „inteligentă și responsabilă”, care dorea să își controleze familiile în ciuda lipsei de mijloace sau de cunoștințe, și „oamenii iresponsabili și nesăbuiți”, ale căror scrupule religioase „îi împiedică să își controleze numărul”. Sanger concluzionează: „Nu există nicio îndoială în mintea tuturor oamenilor cugetători că procrearea acestui grup ar trebui oprită”.
În corespondența personală și-a exprimat tristețea cu privire la programul nazist de eugenie, agresiv și letal, și a făcut donații către Consiliul American împotriva propagandei naziste.

#### Avort
Margaret Sanger s-a opus avortului și a făcut o distincție clară între acesta și alte metode de contracepție. În 1916, când a deschis prima ei clinică de planificare familială, folosea o retorică dură împotriva avortului. Pliantele pe care le distribuia femeilor le îndemnau (cu majuscule): Nu ucideți, nu luați viața, ci preveniți. Sanger s-a distanțat în mod constant de orice solicitare de acces legal la avort, susținând că accesul legal la contraceptive ar elimina necesitatea avortului. 
Deși Margaret Sanger a condamnat avortul ca metodă de limitare a familiei, nu s-a opus avortului menit să salveze viața unei femei.

## Cărți și broșuri

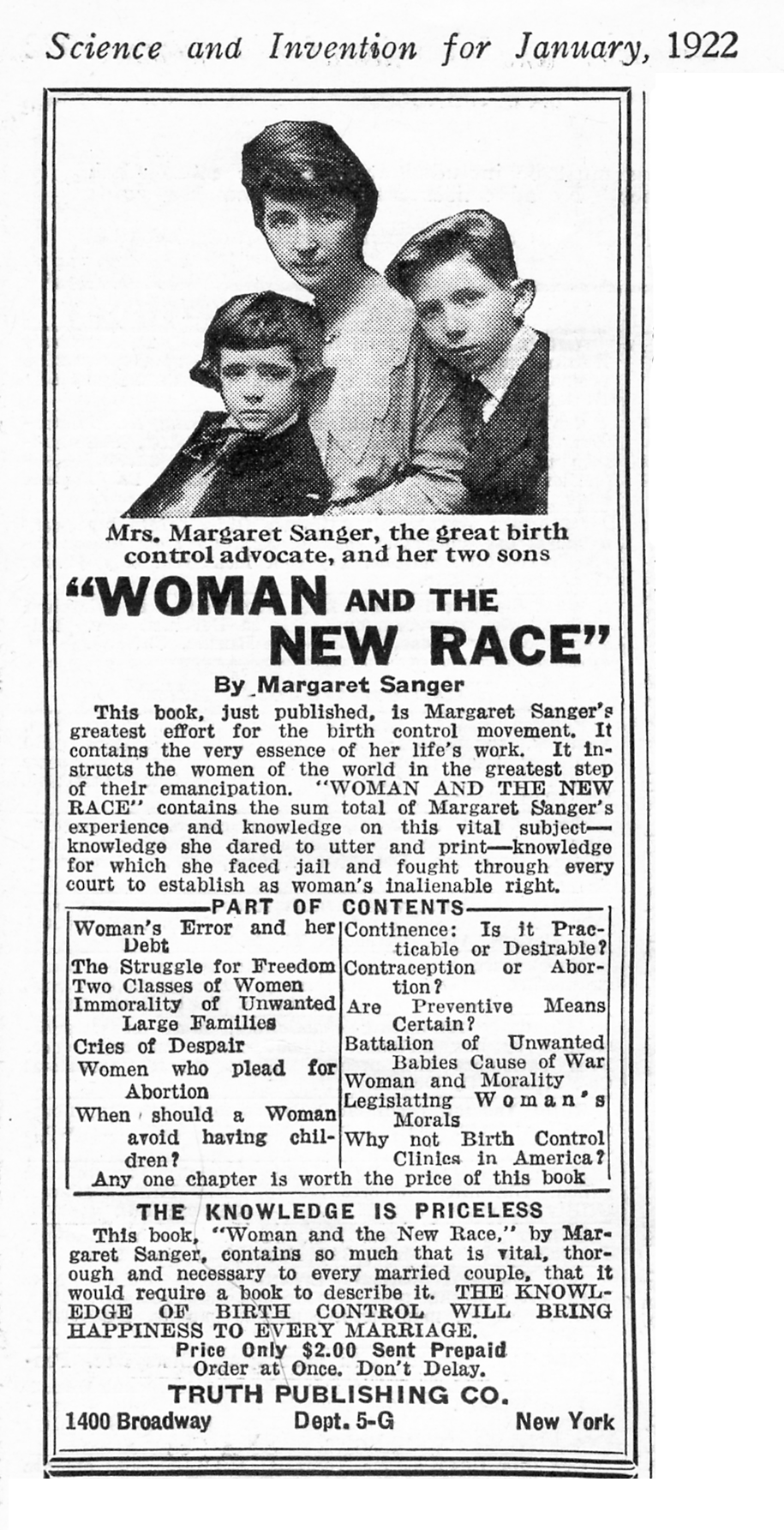
Articol de promovare a cărții Woman and the New Race de Margaret Sanger. În fotografie sunt surprinși autoarea și fiii săi.

- What Every Mother Should Know – (1911 sau 1912) Online Arhivat în 2 septembrie 2022, la Wayback Machine.
- Family Limitation – 1914 Online Arhivat în 2 septembrie 2022, la Wayback Machine.;Online Arhivat în 8 decembrie 2015, la Wayback Machine.
- What Every Girl Should Know – 1916 Online Arhivat în 2 septembrie 2022, la Wayback Machine. Online Arhivat în 2 septembrie 2022, la Wayback Machine.
- The Case for Birth Control: A Supplementary Brief and Statement of Facts – 1917 Online
- Woman and the New Race, 1920 Online Arhivat în 13 martie 2007, la Wayback Machine.; Online; Online; Audio on Archive.org
- Debate on Birth Control – 1921 Online Arhivat în 2 septembrie 2022, la Wayback Machine.
- The Pivot of Civilization, 1922, Online ; Online
- Motherhood in Bondage, 1928, Online
- My Fight for Birth Control, 1931, New York
- An Autobiography. New York, NY. 1938.
- Fight for Birth Control, 1916, New York[36]
- "Birth Control: A Parent's Problem or Women's?" The Birth Control Review, martie 1919, 6–7.